# Tour del Porvenir 1963
La 3.ª edición del Tour del Porvenir (nombre oficial en francés: Tour de l'Avenir) fue una carrera de ciclismo en ruta por etapas francesa que se celebró entre el 30 de junio y el 14 de julio de 1963 con inicio en Périgueux y final en París sobre una distancia total de 1963 kilómetros.
La carrera fue ganada por André Zimmermann del equipo nacional de la Francia. El podio lo completaron el ciclista Rolf Maurer] del equipo nacional de Suiza y Raymond Delisle también del equipo nacional de Francia.

## Equipos participantes
Tomaron parte en la carrera 16 equipos nacionales amateurs de 8 corredores cada uno:
| Equipos nacionales amateur (16) - Alemania Occidental - Bélgica - Bulgaria - Checoslovaquia - España - Francia - Reino Unido - Irlanda - Italia - Marruecos - Países Bajos - Polonia - Portugal - Suiza - Yugoslavia - Unión Soviética |  |
| |  |

## Etapas
| Etapa      | Fecha     | Recorrido                             | Distancia (km) | Ganador             | Líder              |
| ---------- | --------- | ------------------------------------- | -------------- | ------------------- | ------------------ |
| 1.ª etapa  | 30 de jun | Périgueux – Burdeos                   | 128            | Lex Van Kreuningen  | Lex van Kreuningen |
| 2.ª etapa  | 1 de jul  | Burdeos – Pau                         | 202            | Yury Melikhov       | Yury Melikhov      |
| 3.ª etapa  | 2 de jul  | Tarbes – Bagnères-de-Bigorre          | 95             | André Zimmermann    | André Zimmermann   |
| 4.ª etapa  | 3 de jul  | Capvern – Luchon                      | 121,5          | José Antonio Momeñe | André Zimmermann   |
| 5.ª etapa  | 4 de jul  | Saint-Gaudens – Toulouse              | 134            | Samuel Van Sweevelt | André Zimmermann   |
| 6.ª etapa  | 5 de jul  | Gaillac – Aurillac                    | 183,5          | Marcello Mugnaini   | André Zimmermann   |
| 7.ª etapa  | 7 de jul  | Saint-Flour – Saint-Étienne           | 155            | Rudolf Valencic     | André Zimmermann   |
| 8.ª etapa  | 8 de jul  | Saint-Étienne – Grenoble              | 174            | Lucien Aimar        | André Zimmermann   |
| 9.ª etapa  | 9 de jul  | Saint-Jean-de-Maurienne – Val-d'Isere | 103,5          | André Zimmermann    | André Zimmermann   |
| 10.ª etapa | 10 de jul | Courmayeur – Chamonix                 | 148,5          | Ginés García Perán  | André Zimmermann   |
| 11.ª etapa | 11 de jul | Sallanches – Lons-le-Saunier          | 197,5          | Yury Melikhov       | André Zimmermann   |
| 12.ª etapa | 12 de jul | Port-Lesney – Besanzón                | 39,5           | Rolf Maurer         | André Zimmermann   |
| 13.ª etapa | 13 de jul | Gray – Troyes                         | 194            | Yury Melikhov       | André Zimmermann   |
| 14.ª etapa | 14 de jul | Troyes – París                        | 185,5          | Etienne Cotman      | André Zimmermann   |

## Clasificaciones finales
Las clasificaciones finalizaron de la siguiente forma:

### Clasificación general
| Clasificación general |                        |          |                  |
| Ciclista              | Ciclista               | Equipo   | Tiempo           |
| --------------------- | ---------------------- | -------- | ---------------- |
| 1.º                   | André Zimmermann       | Francia  | 54 h 56 min 24 s |
| 2.º                   | Rolf Maurer            | Suiza    | + 2 min 58 s     |
| 3.º                   | Raymond Delisle        | Francia  | + 3 min 09 s     |
| 4.º                   | Marcello Mugnaini      | Italia   | + 3 min 58 s     |
| 5.º                   | Camiel Vyncke          | Bélgica  | + 4 min 04 s     |
| 6.º                   | Ginés García Perán     | España   | + 6 min 46 s     |
| 7.º                   | João Peixoto Alves     | Portugal | + 8 min 35 s     |
| 8.º                   | Lucien Aimar           | Francia  | + 11 min 46 s    |
| 9.º                   | Mário Pereira Da Silva | Portugal | + 12 min 31 s    |
| 10.º                  | José Antonio Momeñe    | España   | + 15 min 07 s    |

### Clasificación de la montaña
| Clasificación de la montaña |                    |          |        |
| Ciclista                    | Ciclista           | Equipo   | Puntos |
| --------------------------- | ------------------ | -------- | ------ |
| 1.º                         | Ginés García Perán | España   |        |
| 2.º                         | João Peixoto Alves | Portugal |        |
| 3.º                         | André Zimmermann   | Francia  |        |

### Clasificación por equipos
| Clasificación por equipos |          |        |
| Equipo                    | Equipo   | Tiempo |
| ------------------------- | -------- | ------ |
| 1.º                       | España   |        |
| 2.º                       | Francia  |        |
| 3.º                       | Portugal |        |